# تشارلس هوغنس
تشارلس برنتون هوغنس (بالإنجليزية: Charles Brenton Huggins)‏ (22 سبتمبر 1901-12 يناير 1997) كان جراح مسالك بولية أمريكياً حصل على جائزة نوبل في الطب سنة 1966 لاكتشافاته المتعلقة بالعلاج الهرموني لسرطان البروستاتا، وذلك مناصفة مع مواطنه بيتون روس.

## مولده وتدرجه الأكاديمي
ولد في هاليفاكس عاصمة مقاطعة نوفا سكوشيا الكندية. حصل على درجته الطبية من جامعة هارفارد سنة 1924 ثم عمل بوظيفة طبيب مقيم بمستشفى جامعة متشغن بين عامي 1924 و1926، ثم عمل معلماً للجراحة بجامعة متشغن عامي 1926 و1927، ثم انضم سنة 1927 إلى جامعة شيكاغو التي قضى فيها معظم عمره الأكاديمي (ما بين سنة 1927 وسنة 1972) متدرجاً في الوظائف الآتية:
- معلم للجراحة (1927-1929)
- أستاذ مساعد (1929-1933)
- أستاذ مشارك (1933-1936)
- أستاذ للجراحة (1936-1962)
- مدير مختبر بن ماي لأبحاث السرطان (بالإنجليزية: Ben May Laboratory for Cancer Research)‏ منذ سنة 1951
- أستاذ كرسي وليام أوجدن للخدمة المتميزة منذ سنة 1962

وكان آخر عمل أكاديمي تولاه قبل تقاعده سنة 1979 هو وظيفة أستاذ بجامعة أركاديا.

## اكتشافاته العلمية
حصل هوغنس على جائزة نوبل لاكتشافاته المتعلقة بالعلاج الهرموني لسرطان البروستاتا، فقد كان هوغنس هو أول من ربط بين سرطان البروستاتا وبين هرمونات الذكورة، وقد أفادت هذه الملاحظة في إدخال استخدام هرمونات الأنوثة في علاج سرطان البروستاتا واستخدام هرمونات الذكورة في علاج سرطانات الجهاز التناسلي الأنثوي.

## الدرجات العلمية الشرفية
- الماجستير الشرفي من جامعة ييل (1947)
- الدكتوراه الشرفية في العلوم من جامعة أركاديا (1946) ومن جامعة واشنطن (1951) وجامعة ليدز (1953).
- زميل لكلية الجراحين الملكية بإدنبرة (1958)
- زميل شرفي لكلية الجراحين الملكية بإنجلترا (1959)
- زميل شرفي للكلية الأمريكية للجراحين (1963)

## الجوائز والتكريمات
- الميدالية الذهبية من الجمعية الطبية الأمريكية عامي 1936 و1940
- الميدالية الذهبية من الجمعية الأمريكية للسرطان عام 1953
- الميدالية الذهبية من جمعية رودلف فيرشو عام 1964
- جائزة تشارلس ل. ماير (بالإنجليزية: Charles L. Meyer Prize)‏ من الأكاديمية الوطنية (الأمريكية) للعلوم سنة 1958
- جائزة كومفورت كروكشانك (بالإنجليزية: Comfort Crookshank Prize)‏ من مستشفى ميدلسكس بلندن سنة 1957
- جائزة كاميرون (بالإنجليزية: Cameron Prize)‏ من جامعة إدنبرة سنة 1958
- جائزة فالنتين من أكاديمية نيو يورك الطبية سنة 1962
- جائزة هنتر من الجمعية العلاجية الأمريكية سنة 1962
- جائزة جامعة بولونيا سنة 1964

## عضويته في الجمعيات العلمية
كان هوغنس عضواً في كل من الأكاديمية الوطنية (الأمريكية) للعلوم والجمعية الفلسفية الأمريكية.

## روابط خارجية
- تشارلس هوغنس على موقع الموسوعة البريطانية (الإنجليزية)
- تشارلس هوغنس على موقع مونزينجر (الألمانية)
- تشارلس هوغنس على موقع إن إن دي بي (الإنجليزية)